# Mnichovský masakr
Mnichovský masakr (též Olympijský masakr) je název používaný pro únos a následné zavraždění 11 izraelských sportovců v průběhu mnichovské olympiády. Únos provedla 5. září 1972 palestinská skupina Černé září, která údajně vznikla pod záštitou Fatahu. Únosci z Černého září dali této akci krycí název „Ikrit a Biram“ podle dvou vesnic v severní Galileji srovnaných Izraelem se zemí.

## Přípravy
Mnichovská olympiáda v roce 1972 se měla stát radostnou událostí, jež by dala zapomenout na poslední olympijské hry v Německu v roce 1936 zneužité Adolfem Hitlerem k propagandistickým účelům.
Bezpečnost v olympijské vesnici byla uvolněná a sportovci zde sídlící přicházeli a odcházeli bez toho, aby je někdo kontroloval. Strážci z řad policie byli neozbrojení. Šmuel Lalkin, vedoucí izraelské olympijské delegace, již před zahájením her upozorňoval německé i izraelské úřady na nedostatky v ochraně sportovců. Nebyla mu však věnována pozornost. Německé úřady odmítaly povolit izraelské výpravě vlastní ozbrojenou ochranu, ačkoliv ji měly např. výpravy NDR či Egypta.

## Plánování a příprava přepadu
Plán únosu izraelských olympioniků se zrodil v červenci 1972. Měla to být odpověď na to, že MOV ignoroval palestinské žádosti o možnost vypravení vlastního olympijského družstva do Mnichova. Velitel Černého září Abú Ijád a jeho zástupce Abú Daúd začali následně celou operaci plánovat a připravovat. Abú sbíral v Mnichově informace nutné k naplánování celé akce a posléze zajistil nákupem zbraně v Bulharsku. Abú Ijád společně s vysoce postaveným funkcionářem Fatahu Alím Hasanem Salámou mezitím sestavovali přepadovou skupinu. Jako velitelé byli vybráni zkušení palestinští bojovníci L. Afífa (Ísa) a Júsuf Nazzál (Tony). K nim bylo přiřazeno šest mladíků pocházejících z palestinských uprchlických táborů, u kterých nebylo pochyb o odhodlání bojovat proti Izraeli. Celá skupina prodělala několik výcvikových kurzů; nejprve v Sýrii a později v Libyi. 24. srpna 1972 dopravil Abú Daúd do dějiště her Mnichova zbraně (jen díky náhodě neobjevili zbraně němečtí celníci). Zbraně byly uloženy do zavazadlových skříněk na nádraží, odkud si je členové komanda vyzvedli až těsně před akcí. A teprve několik hodin před akcí se řadoví členové skupiny dozvěděli, jaký úkol je čeká.

## Přepadení

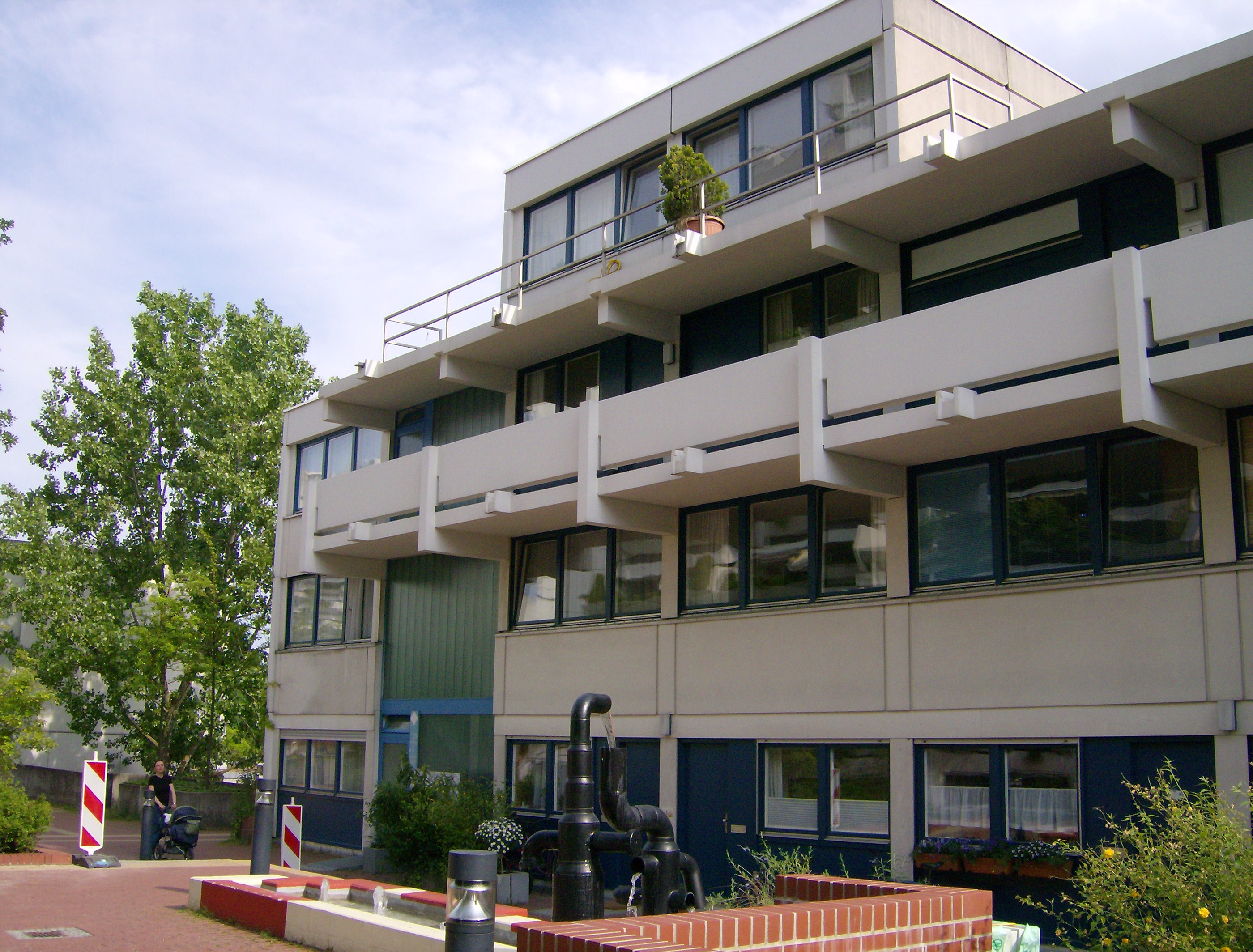
Budova, ve které byli izraelští sportovci ubytováni

Izraelští sportovci večer před samotným přepadením navštívili divadelní představení Šumař na střeše (se Šmuelem Rodenským v hlavní roli). Do olympijské vesnice se vrátili 30 minut po půlnoci 5. září 1972 a brzy poté šli spát.
Ve 4:30 minut místního času překonala s pomocí nic netušících amerických atletů skupina teroristů vyzbrojených útočnými puškami AK-47 a ručními granáty plot olympijské vesnice. S pomocí ukradených klíčů vnikli do dvou apartmánů na Connollystraße 31, obývaných izraelským olympijským týmem. Celý komplex znali, neboť vůdce skupiny Ísa i jeho zástupce Tony se nechali zaměstnat při výstavbě olympijské vesnice.
Jejich vstup jako první zaznamenal Josef Gutfreund. Slyšel šramocení v zámku (klíč, který Palestinci měli, se v něm nechtěl otočit). Vstal, aby se podíval, a útočníky spatřil v okamžiku, kdy vstupovali dovnitř. Výkřikem varoval kolegy a celou vahou svých 135 kg nalehl na dveře, čímž se pokusil Palestincům zabránit v průniku dovnitř. Díky Gutfreundově duchapřítomnosti se trenérovi vzpěračů Tuvju Sokolovskému podařilo ze sousedního bytu uniknout. Ostatní, kteří zůstali, byli poté, co se útočníkům podařilo překonat Gutfreunda, nahnáni do jednoho z bytů v prvním patře budovy. Tam jeden z rukojmí Moše Weinberg zaútočil na Ísu nožíkem na ovoce a povalil ho na zem. Další z útočníků zareagoval a Weinbergovi prostřelil tvář. Všichni zajatí sportovci byli spoutáni. Poté k nim byli přivedeni další členové izraelské výpravy bydlící v jiné části domu. Při jejich transportu se podařilo uprchnout G. Tsobarimu, zatímco J. Romano byl zastřelen při napadení jednoho z únosců.
Jeden z Palestinců, kteří přežili, Džamal al-Gháší později při výslechu vypověděl, že nedostali žádné nařízení zabíjet. K zabití Izraelců došlo v sebeobraně. Jeho slova později potvrdil i velitel Černého září, Abú Daúd, když prohlásil, že si nepřáli oběti na životech.

## Vyjednávání
Přibližně kolem páté hodiny ranní byl o přepadení informován mnichovský policejní prezident Manfred Schreiber. Ten nařídil neprodyšně uzavřít vesnici a informoval Bruno Merka, bavorského ministra vnitra. Postupně byli dále informováni Hans-Dietrich Genscher (spolkový ministr vnitra), Willy Brandt (spolkový kancléř), Walter Scheel (ministr zahraničí) a Eljašiv Ben Horin (izraelský velvyslanec v Západním Německu, ten informoval o únosu členy izraelské vlády). V 05:10 předali únosci seznam svých požadavků. Za propuštění 11 rukojmí požadovali propuštění 234 palestinských a arabských vězňů zadržovaných v Izraeli a U. Meinhofové a A. Baadera z Frakce Rudé armády uvězněných v Německu a jejich bezpečný odchod do Egypta. Na to vyhodili na ulici tělo mrtvého M. Weinberga. Únosci požadovali propuštění všech uvězněných do 09:00 dopoledne téhož dne, jinak bude každou hodinu zabit jeden z rukojmí. Kolem 05:30 byla spolková vláda v Bonnu a představitelé armády oficiálně informováni o teroristickém útoku. Na místě bylo již několik desítek novinářů a byli přiváženi další policisté, včetně odstřelovačů.
V 07:15 byla vytvořena krizová komise ve složení H.-D. Genscher, B. Merck a M. Schreiber. Německá spolková republika v té chvíli neměla k dispozici žádný tým pro vyjednávání ani zásahovou jednotku schopnou rukojmí osvobodit.
V 08:00 začal podle plánu soutěžní program velkou cenou v drezuře.
V 08:10 znovu jednala policie prostřednictvím Anneliese Graesové, policistky z Essenu s únosci. Ta únoscům sdělila, že německá strana nemá možnost zajistit propuštění vězňů z izraelských věznic. Ísá jen zopakoval požadavky a pohrozil dalším zabíjením rukojmí. Krizová komise, která vyjednávání vedla, neměla žádný plán a s únosci jednala jako s kriminálníky (ti odmítli peníze jako výkupné a deklarovali svou připravenost zemřít). Z Izraele mezitím přišla zpráva, že izraelská vláda se Černým zářím nemíní nechat vydírat a na dohodu s teroristy nepřistoupí.
V 08:45 německá strana požádala o prodloužení konce ultimáta. Ísá souhlasil a posunul ho na poledne.
Izrael prostřednictvím G. Meirové odmítl splnit požadavky únosců, ale nabídl vyslání protiteroristického komanda Sajeret Matkal (to později němečtí představitelé popřeli). Celá věc byla navíc komplikovaná německým federálním právem, podle kterého německá spolková vláda nesmí vyslat do Bavorska žádného vojáka a řešení celé krize spočívalo na bavorské vládě. Ta jakoukoliv intervenci zvenčí (včetně spolkové vlády) odmítla. Po poledni se na střeše domu s unesenými a únosci začali pohybovat policisté v teplákových soupravách (jednalo se o narychlo a amatérsky sestavené komando), únosci však policisty viděli v televizi a nařídili jejich stažení.
Ísá na žádost vyjednávačů postupně prodlužoval termín uplynutí ultimáta (na 13:00, na 15:00 a nakonec na 17:00), v 16:30 žádal, aby únoscům i rukojmím bylo umožněno odletět do Egypta případně do Maroka. To vyjednávači odmítli. V 17:05 navštívili dva z vyjednávačů (Genscher a Troeger) rukojmí a zeptali se jich, zdali jsou ochotni odletět se svými únosci do ciziny. Dostalo se jim souhlasu.
Mezitím dál probíhaly soutěže (odpoledne se uskutečnilo basketbalové utkání), teprve na nátlak veřejnosti byly hry přerušeny 12 hodin po zabití prvního izraelského sportovce.
Po 22. hodině nastoupili únosci společně s rukojmími do připraveného autobusu, který je převezl k dvě stě metrů vzdáleným, připraveným vrtulníkům, které měly všechny přepravit na Fürstenfeldbrucké vojenské letiště. Odtamtud mělo podle dohody odstartovat letadlo do některé arabské země. Ve skutečnosti bavorští představitelé neměli v plánu nechat teroristy opustit Německo. Na letišti byla připravená (narychlo sestavená) policejní jednotka, která měla zajmout nebo zlikvidovat únosce a osvobodit rukojmí.
Ve 22:36 přistály oba vrtulníky na Fürstenfeldbruckém letišti. Ísá a Tony vyběhli a zkontrolovali přistavený Boeing 727, který krátce předtím opustilo dvanáct policistů (měli Ísu a Tonyho zajmout), „protože se báli o svůj život“.

## Pokus o osvobození

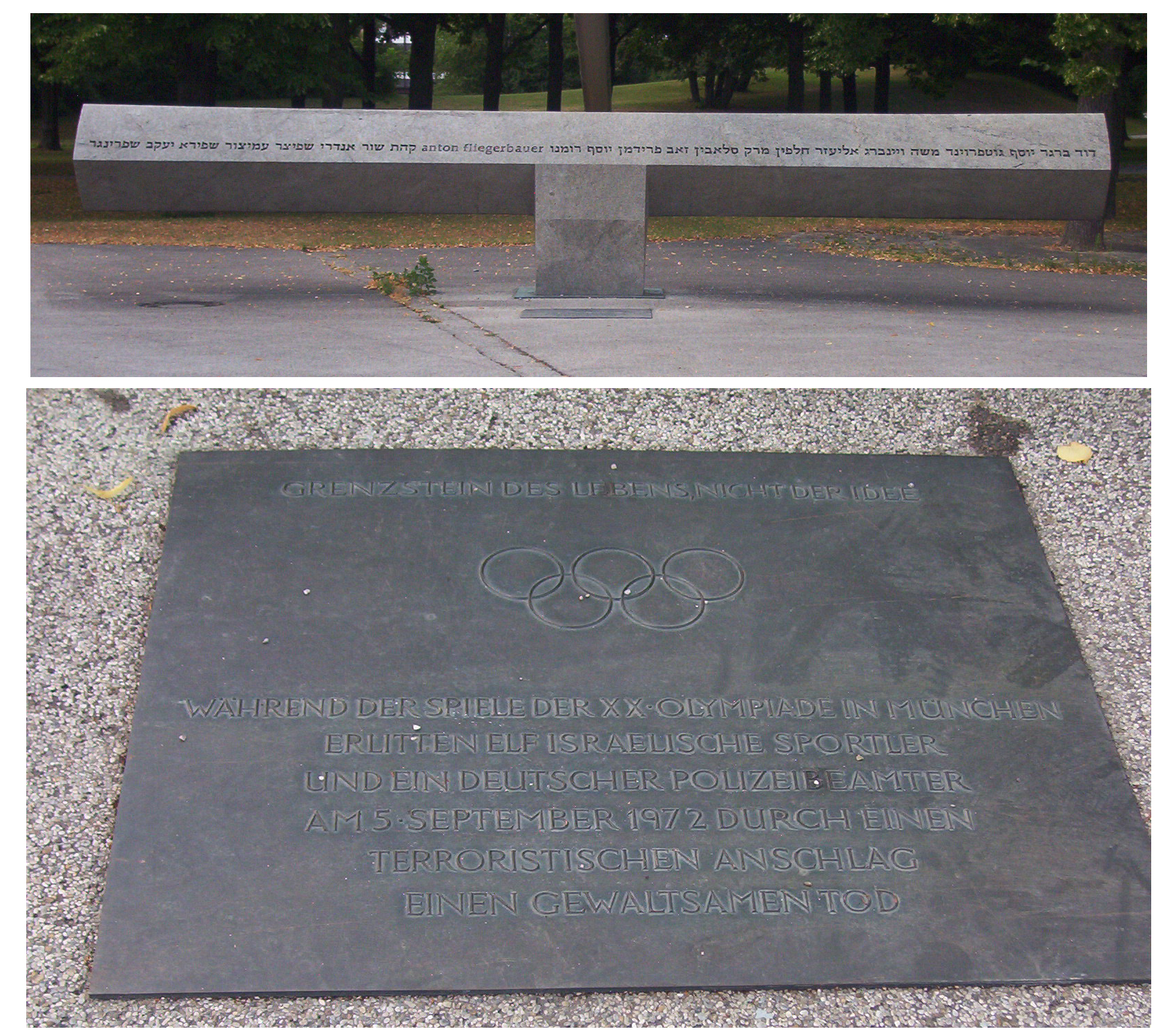
Památník Mnichovského masakru

Ve 22:40 (když se Ísá a Tony vraceli z prohlídky Boeingu) dostali policejní odstřelovači rozkaz k palbě. Zasáhli pouze jednoho z únosců a neutralizovali ho. Ostatní se skryli za vrtulníky a opětovali palbu. Krátce nato byl zásahem do nohy zraněn Tony. Únoscům se postupně podařilo zničit všechny světlomety ozařující letištní plochu a bojiště se tak ponořilo do tmy.
Krátce před půlnocí se na letištní ploše objevily obrněné vozy (které předtím uvízly v dopravní zácpě). Únosci to vnímali jako zlom v poměru sil a předzvěst blízkého konce. Jeden z nich hodil do jednoho z vrtulníků odjištěný granát. Ten explodoval a krátce nato i nádrže vrtulníku. V něm okamžitě zahynuli tři ze čtyř rukojmí (čtvrtý rukojmí zahynul udušením, protože hasiči se báli k hořící helikoptéře přiblížit). Krátce nato další z únosců postřílel v druhém z vrtulníků zbývajících pět spoutaných rukojmí.
Po zabití rukojmích se zbývající přeživší únosci pokusili utéct. Při tomto pokusu byl zastřelen Ísa. Tony byl zabit při přestřelce s policií na nedalekém parkovišti. Zbývající tři byli po hodinové honičce zadrženi policií v poli podél rozjezdové dráhy.

## Po akci
Jako první se k vrtulníku dostali Cvi Zamir a Victor Cohen (šéf vyšetřovatelů Šin Bet), ale zjistili, že žádný z rukojmí, navzdory tvrzení médií, nepřežil. Ve 23:31 totiž Reuters vydal zprávu, že „všichni izraelští zajatci byli osvobozeni“ (novináři se vesměs nacházeli v dopravní zácpě ve městě a kolovaly neověřené zprávy a fámy). Teprve v 03:17 ráno vydal Reuters opravu, že všichni izraelští rukojmí byli zabiti. Tuto zprávu předal půl hodiny před tím C. Zamir G. Meirové.

## Vyšetřování
Při tiskové konferenci nad ránem sdělil šéf mnichovské policie M. Schreiber prohlášení, že německá ani bavorská vláda nenesou na tragédii žádnou vinu a obvinil vládu izraelskou, že to způsobila ona svou neústupností.

### Chyby na německé straně
- Zásahové komando bylo sestavené narychlo (jeden z policejních odstřelovačů byl do komanda zařazen proto, že měl střelbu jako svého koníčka), měli nevyhovující zbraně a byli unavení (byli na nohou až patnáct hodin)
- Plánovači nevěděli, kolik je únosců ve skutečnosti a na letišti čekal nedostatečný počet odstřelovačů.
- Letadlo, kterým měli únosci odletět, mělo plné nádrže, takže hrozilo, že by při zásahu explodovaly nádrže.
- Světlomety, kterými byla plocha ozářena, byly slabé a špatně osvětlovaly scénu a zároveň nevytvářely dostatečný stín pro ukrytí odstřelovačů (mohla být využita i možnost ponechat letištní plochu ve tmě a odstřelovače vybavit infratechnikou)
- Špatná komunikace při zásahu (odstřelovači nebyli zkušení a dopustili se řady chyb), akce byla spuštěna v okamžiku, kdy většina z nich neměla v hledáčku svůj cíl. Navíc nebyli ani vybaveni ochrannými prostředky (helmy, neprůstřelné vesty…)
- Odstřelovačů byl nedostatek (na jeden cíl mají připadat alespoň dva, ve špatných podmínkách viditelnosti tři až pět odstřelovačů)

Jako přímý důsledek této akce byla několik měsíců poté založena německá protiteroristická jednotka GSG9 pod vedením generála U. Wegenera, při jejímž budování pomáhaly i izraelské jednotky Sajeret Matkal a Jamam. Úspěšnou akcí této jednotky bylo zlikvidování teroristů a osvobození rukojmích z letu Lufthansa 181 v Mogadišu v roce 1977.

### Chyby na izraelské straně
- Přestože izraelské ministerstvo výchovy, kultury a sportu bylo S. Lankinem (vedoucím izraelské olympijské delegace) před začátkem her upozorňováno na významné bezpečnostní nedostatky v ochraně sportovců v olympijské vesnici, nic neudělalo.
- Izraelská rozvědka Mosad zachytila ještě před zahájením her zprávy z palestinských odbojových kruhů o „odletu jednotky OOP ze Středního východu kamsi do Evropy“, předala ji Šin Bet, která ale této skutečnosti nevěnovala pozornost. Jako důsledek tohoto pochybení byli později odvoláni tři vysocí důstojníci Šin Bet.

## Izraelská odveta
- Jako odvetu za mnichovský masakr provedla IOS několik leteckých úderů na základny Fatahu (kterému se připisovalo propojení s Černým zářím) v Libanonu a Sýrii.
- Později byla naplánována a provedena Operace Boží hněv, která měla za cíl zlikvidovat všechny, kteří se na mnichovském masakru podíleli.

## Pozůstalí
A. Spitzerová a I. Romanová se dalších 30 let snažily přimět německé úřady k přiznání viny na masakru a odtajnění všech dokumentů. To se jim částečně podařilo až v roce 1992.
SRN vyplatila v roce 2004 pozůstalým odškodnění v celkové výši 3 miliony eur, přímou odpovědnost nikdy nepřiznala. Podpory se pozůstalí nedočkali ani od izraelské vlády. Ta na jejich snahu o vyšetření celého případu nereagovala.

## Palestinci
Tři přeživší únosci byli těsně po akci na letišti zatčeni. Na svobodu se dostali poté, co byli propuštěni výměnou za cestující z letadla Lufthansy uneseného příslušníky LFOP. Odcestovali do Libye, kde byli přijati jako hrdinové Kaddáfím. Samotní osvoboditelé byli ale libyjskou bezpečností zatčeni poté, co se dostala ve známost jejich příslušnost k LFOP, tedy „prokomunistickému“ křídlu palestinského odboje. Z palestinského pohledu se jednalo o úspěšnou akci. Abú-Ijád ve své knize Stateless (Bez státu) napsal, že záměrem této akce bylo dosažení tří cílů, „prezentovat existenci palestinského národa celému světu, ať už se mu to líbí nebo ne, zajistit propuštění dvou set palestinských bojovníků uvězněných v izraelských vězeních, a použít neuvěřitelné množství hromadných sdělovacích prostředků shromážděných na jednom místě k prezentaci palestinského boje – ať už v dobrém či zlém.“

## Oběti teroristů

### Zabiti při přepadu
- Moše Weinberg (33) – trenér zápasu
- Josef Romano (32) – vzpěrač

### Zabiti při osvobozovací akci policie
- Josef Gutfreund (40) – rozhodčí zápasu řecko-římského
- Amicur Šapira (40) – trenér atletiky
- Andrej Spitzer (27) – trenér šermířů
- Kehat Šor (53) – trenér střelby
- Jakov Springer (50) – rozhodčí vzpírání
- David Berger (28) – vzpěrač
- Eliezer Halfin (24) – zápasník
- Mark Slavin (18) – zápasník
- Zeev Friedman (28) – vzpěrač

- Anton Fliegerbauer – německý policista

## Únosci
- Latíf Afíf („Ísá“, arabsky Ježíš) – velitel akce (zabit)
- Júsuf Nazzál („Tony“) – zástupce velitele (zabit)
- Adnan al-Gháší („Denawi“) (přežil)
- Džamal al-Gháší („Samir“) (zraněn, přežil)
- Mohammad Safadí („Badrán“) (přežil)
- Chalkid Džavád („Salah“) (zabit)
- Afif Ahmed Hamid („Paolo“) (zabit)
- Ahmed Thaa („Abu Halla“) (zabit)

## Filmové zpracování tématu
- Mnichov (film)
- Meč Gideonův
- Dokumentární film Jeden den v září
- Film 21 hodin v Mnichově
- Film Mnichov 1972